# 跳跃过程
跳跃过程（英語：jump process）是一种拥有离散变化的随机过程。
在物理中，跳跃过程将会产生扩散。从微观的角度来说，他们都由跳跃扩散来描述。
在金融领域，很多随机模型被运用于刻画金融工具的价格。例如假设该金融工具是一种扩散过程，即拥有小而连续的随机变化，则Black–Scholes模型可以被用于期权定价。
John Carrington Cox, Stephen Ross和Nassim Nicholas Taleb
提出价格实际上是一个跳跃过程。  Cox–Ross–Rubinstein二项期权定价模型实现了这一设想，这对金融市场有着重要的意义。

## 相关链接
- 泊松过程
- 计数过程